# Ум-ель-Косур
Ум-ель-Косур (англ. Um Elqosur, араб. أم القصور) — поселення в Сирії, що складає невеличку друзьку общину в нохії Ель-Масмія, яка входить до складу мінтаки Ес-Санамейн в південній сирійській мухафазі Дар'а.